# Philippe de L’Espinoy
Philippe de L'Espinoy (1552 k. – 1633 k., Gent) vallon történész, genealógus.
Sokáig szolgált a spanyol hadseregben, mint vallon lovassági parancsnok, majd Gentben telepedett le, ahol genealógiával foglalkozott.
1631-ben a városi magisztrátus anyagi támogatásával adta ki genealógiai és heraldikai főművét, mely két kötetben 1631-ben és 1632-ben jelent meg Douaiban. A mű tartalmazza a flandriai hercegek genealógiáját, az ország történetét stb. Összesen 1121 címer, zászló és pecsét fametszete és 58 rézmetszet található meg benne. Az illusztrációkon látható Izabella infánsnő címere, a flandriai méltóságok gyülekezete stb.
Imbert de la Phalecque francia, és Goffredo di Crollanza, olasz heraldikus szerint a heraldikában használatos vonalkázást L'Espinoy találta fel. A műben látható számos címer valóban vonalkázott, de ez nem követ semmilyen rendszert és színjelölési táblázatot sem tartalmaz. Például a vörös színt váltakozva jelöli vízszintes, függőleges és átlós vonalakkal vagy egyszerűen üresen hagyja. Ezért a vonalaknak és a pontoknak valószínűleg csak dekoratív funkciót tulajdonított és ezeket véletlenszerűen használta.
Mindenesetre de L’Espinoy korábbi, 1628-as genti műve szintén brabanti témájú, tehát ez a szerző is szorosan kötődik a vonalkázási rendszerek létrejöttének szűkebb területéhez.

## Kapcsolódó szócikk
- Színjelölési módszer